# 湛琪清
湛琪清（Jessica Jann，1989年12月1日—）是香港演员兼模特儿，出生於美国加利福尼亚州的橙郡，為演员甄子丹妻子汪诗诗表妹。
湛琪清出生於美国加利福尼亚州的橙郡，8歲時已開始當童星，而且曾搭檔李连杰參演好萊塢电影《轰天炮4》。在美国读完大学后，湛琪清於2012年返回香港拍戏，作品包括《八星抱喜》、《吉星高照2015》、《肥龙过江2020》等。
2019年，湛琪清與香港整形外科醫生金永強之子金承威結婚，二人育有一女。